# Scoot McNairy
John Marcus "Scoot" McNairy (Dallas, 1977. november 11. –) amerikai színész, filmproducer.
A Szörnyek (2010), Az Argo-akció (2012), az Ölni kíméletesen, a 12 év rabszolgaság (2012), a Holtodiglan (2014) és a Batman Superman ellen – Az igazság hajnala (2016) című filmekben játszott szerepeiről ismert. A Halt and Catch Fire – CTRL nélkül, a True Detective – A törvény nevében, a Narcos: Mexikó és az Isten nélkül című sorozatokban is feltűnt. 

## Fiatalkora
1977. november 11-én született a texasi Dallasban, Alicia Ann McNairy (születési nevén Merchant) és Stewart Hall McNairy gyermekeként. A dallasi házuk mellett a családnak volt egy farmja a vidéki Parisban, ahol a hétvégéket és az ünnepeket töltötték. Tanítás utáni iskolai foglalkozások keretében színpadon is kipróbálta magát. Apja körülbelül kétéves korában kezdte Scooternek (=robogó) szólítani. „Sokan azt mondják, hogy ó, biztos van valami lenyűgöző háttérsztorija. De ez azért van, mert én a saját hátsómon robogtam” – mondta McNairy.
McNairy kijelentette, hogy "erősen diszlexiás" és négy évig diszlexiás iskolába kellett járnia. Úgy jellemzi magát, mint vizuális tanulótípust, emiatt kezdett érdeklődni a filmek iránt. A Lake Highlands High Schoolba járt.

## Magánélete
2010-ben vette feleségül Whitney Able színésznőt. Először Los Angelesben kezdtek randizni, körülbelül hat hónappal azelőtt, hogy együtt szerepeltek a Szörnyek című filmben. Két gyermekük született. 2019. november 19-én Able bejelentette, hogy elváltak.

## Filmográfia

### Film
| Év   | Magyar cím                                 | Eredeti cím                           | Szerep                              | Magyar hang       |
| ---- | ------------------------------------------ | ------------------------------------- | ----------------------------------- | ----------------- |
| 2001 |                                            | Wrong Numbers                         | Russell                             |                   |
| 2003 |                                            | Sexless                               | Ryan                                |                   |
| 2003 | Drogtanya                                  | Wonderland                            | Jack                                |                   |
| 2004 | D.E.B.S. – Kémcsajok                       | D.E.B.S.                              | Stoner                              |                   |
| 2004 | Ottalvós buli                              | Sleepover                             | DJ a klubban                        |                   |
| 2005 | Kicsi kocsi – Tele a tank                  | Herbie: Fully Loaded                  | Augie                               |                   |
| 2006 |                                            | Marcus                                | Charles                             |                   |
| 2006 | Ízlésficam                                 | Art School Confidential               | Army-Jacket                         |                   |
| 2006 | Bobby Kennedy – A végzetes nap             | Bobby                                 | Beatnik                             |                   |
| 2006 |                                            | Mr. Fix It                            | Dan                                 |                   |
| 2007 |                                            | In Search of a Midnight Kiss          | Wilson                              |                   |
| 2007 |                                            | Blind Man                             | Sparky Collins                      |                   |
| 2008 |                                            | Wednesday Again                       | Peter                               |                   |
| 2009 |                                            | Mr. Sadman                            | Stevie                              |                   |
| 2010 |                                            | Wreckage                              | Frank Jeffries                      |                   |
| 2010 |                                            | Everything Will Happen Before You Die | Matt                                |                   |
| 2010 | Szörnyek                                   | Monsters                              | Andrew Kaulder                      |                   |
| 2010 |                                            | Wes and Ella                          | Wes                                 |                   |
| 2011 |                                            | The Off Hours                         | Corey                               |                   |
| 2011 |                                            | A Night in the Woods                  | Brody Cartwright                    |                   |
| 2011 |                                            | Angry White Man                       | Walt                                |                   |
| 2012 | Ölni kíméletesen                           | Killing Them Softly                   | Frankie                             | Takátsy Péter     |
| 2012 | Az Argo-akció                              | Argo                                  | Joe Stafford                        | Makranczi Zalán   |
| 2012 | Ígéret földje                              | Promised Land                         | Jeff Dennon                         | Makranczi Zalán   |
| 2013 | Érzések és érintések                       | Touchy Feely                          | Jesse                               | Karácsonyi Zoltán |
| 2013 |                                            | Dragon Day                            | Phil                                |                   |
| 2013 | 12 év rabszolgaság                         | 12 Years a Slave                      | Merrill Brown                       |                   |
| 2014 | Non-Stop                                   | Non-Stop                              | Tom Bowen                           | Rajkai Zoltán     |
| 2014 | Frank                                      | Frank                                 | Don                                 | Rajkai Zoltán     |
| 2014 | Országúti bosszú                           | The Rover                             | Henry                               | Bozsó Péter       |
| 2014 | Holtodiglan                                | Gone Girl                             | Tommy                               | Fesztbaum Béla    |
| 2014 | Fekete-tenger                              | Black Sea                             | Daniels                             | Kaszás Gergő      |
| 2015 |                                            | Lamb                                  | Jesse                               |                   |
| 2015 | A válságstáb                               | Our Brand Is Crisis                   | Rich                                | Rajkai Zoltán     |
| 2016 | Batman Superman ellen – Az igazság hajnala | Batman v Superman: Dawn of Justice    | Wallace Keefe                       | Debreczeny Csaba  |
| 2017 | Álmatlanság                                | Sleepless                             | Rob Novak                           | Kaszás Gergő      |
| 2017 | Utóhatás                                   | Aftermath                             | Jacob "Jake" Bonanos                | Rajkai Zoltán     |
| 2017 |                                            | War Machine                           | Sean Cullen                         |                   |
| 2018 |                                            | The Legacy of a Whitetail Deer Hunter | Greg                                |                   |
| 2018 | Pusztító                                   | Destroyer                             | Ethan                               | Dévai Balázs      |
| 2019 | Volt egyszer egy Hollywood                 | Once Upon a Time in Hollywood         | Bob Gilbert                         | Pataki Ferenc     |
| 2019 |                                            | The Parts You Lose                    | Ronnie                              |                   |
| 2020 | Hang nélkül 2.                             | A Quiet Place Part II                 | marinai férfi (cameo)               | nem szólal meg    |
| 2021 | C'mon C'mon – Az élet megy tovább          | C'mon C'mon                           | Paul                                |                   |
| 2022 |                                            | Taurus                                | Ray                                 |                   |
| 2022 | Szöszi                                     | Blonde                                | Tommy "Tom" Ewell / Richard Sherman |                   |
| 2022 | Szerencse lánya                            | Luckiest Girl Alive                   | Andrew Larson                       | Dévai Balázs      |
| 2022 | Krokodili                                  | Lyle, Lyle, Crocodile                 | Mr. Primm                           | Makranczi Zalán   |
| 2023 |                                            | Fairyland                             | Steve Abbott                        |                   |
| 2023 |                                            | Blood for Dust                        | Cliff                               |                   |
| 2023 | The Line                                   |                                       |                                     |                   |
| 2024 | Szádra ne vedd                             | Speak No Evil                         | Ben Dalton                          | Rajkai Zoltán     |
| 2024 | Éjszakai szuka                             | Nightbitch                            | Férj                                |                   |
| 2024 | Sehol se otthon                            | The Completely Unknown                | Woody Guthrie                       |                   |

#### Egyéb filmek
| Év   | Cím                                                                            | Szerep                 | Megjegyzés     |
| ---- | ------------------------------------------------------------------------------ | ---------------------- | -------------- |
| 2002 | Plugged In                                                                     | raver srác             | rövidfilm      |
| 2003 | Silenced                                                                       | barát                  | rövidfilm      |
| 2004 | White Men in Seminole Flats                                                    | Dale                   | rövidfilm      |
| 2005 | The Shadow Effect                                                              | Harold Grey            | rövidfilm      |
| 2009 | Shipping and Receiving                                                         | Steve Porter           | rövidfilm      |
| 2009 | Cop Out                                                                        | Mike Singbush          | rövidfilm      |
| 2009 | The Resurrection of Officer Rollins                                            | Shooter                | rövidfilm      |
| 2011 | Amor Fati                                                                      | Teddy                  | rövidfilm      |
| 2014 | Marvel-rövidfilm: Köszöntsétek a királyt! (Marvel One-Shot: All Hail the King) | Jackson Norriss        | rövidfilm      |
| 2014 | The Life and Mind of Mark DeFriest                                             | Mark DeFriest (hangja) | dokumentumfilm |

### Televízió
| Év        | Magyar cím                         | Eredeti cím                    | Szerep                             | Megjegyzések                                         |
| --------- | ---------------------------------- | ------------------------------ | ---------------------------------- | ---------------------------------------------------- |
| 2004      |                                    | Good Girls Don't...            | Henry                              | 1 epizód                                             |
| 2005      | Sírhant művek                      | Six Feet Under                 | Trevor                             | 1 epizód                                             |
| 2005      | Magánügyek                         | Close to Home                  | T.J.                               | 1 epizód                                             |
| 2006      |                                    | More, Patience                 | Jake                               | tévéfilm                                             |
| 2006      |                                    | Murder 101                     | Panache                            | tévéfilm                                             |
| 2006      |                                    | Jake in Progress               | Dean Thomas Stilton                | 1 epizód                                             |
| 2007      | Így jártam anyátokkal              | How I Met Your Mother          | gyorséttermi munkás                | 1 epizód                                             |
| 2007–2011 | Dr. Csont                          | Bones                          | Noel Liftin                        | 3 epizód                                             |
| 2008      |                                    | Murder 101: New Age            | Panache                            | tévéfilm                                             |
| 2008      | The Shield – Kemény zsaruk         | The Shield                     | Doug Obermyer                      | 1 epizód                                             |
| 2008      | A nevem Earl                       | My Name Is Earl                | Bed Bug                            | 1 epizód                                             |
| 2008      | Az utolsó órában                   | Eleventh Hour                  | Rudy Callistro                     | 1 epizód                                             |
| 2009      | CSI: A helyszínelők                | CSI: Crime Scene Investigation | Vitas Long                         | 1 epizód                                             |
| 2011      |                                    | The Whole Truth                | Larry Thompson                     | 1 epizód                                             |
| 2013–2015 |                                    | Axe Cop                        | Scoot / Nap tolvaj (hangja)        | 3 epizód                                             |
| 2014–2017 | Halt and Catch Fire – CTRL nélkül  | Halt and Catch Fire            | Gordon Clark                       | főszereplő (40 epizód)                               |
| 2017      | Fargo                              | Fargo                          | Maurice LeFay                      | 2 epizód                                             |
| 2017      | Isten nélkül                       | Godless                        | Bill McNue                         | minisorozat (7 epizód)                               |
| 2018–2021 | Narcos: Mexikó                     | Narcos: Mexico                 | Walt Breslin DEA különleges ügynök | 20 epizód                                            |
| 2019      | True Detective – A törvény nevében | True Detective                 | Tom Purcell                        | 3. évad (8 epizód)                                   |
| 2020      |                                    | Love Life                      | Bradley Field                      | 2 epizód                                             |
| 2020      |                                    | The Comey Rule                 | Rod Rosenstein                     | minisorozat (2 epizód)                               |
| 2022      | Pantheon                           | Pantheon                       | Cody (hangja)                      | - 6 epizód - magyar hangja: - Horváth-Töreki Gergely |
| 2023      | Legyőzhetetlen                     | Invincible                     | King Lizard (hangja)               | 1 epizód                                             |

## Fordítás
- Ez a szócikk részben vagy egészben  a   Scoot McNairy című angol Wikipédia-szócikk fordításán alapul.  Az eredeti cikk szerkesztőit annak laptörténete sorolja fel. Ez a jelzés csupán a megfogalmazás eredetét és a szerzői jogokat jelzi, nem szolgál a cikkben szereplő információk forrásmegjelöléseként.